# 谷内田彰久
谷内田 彰久（やちだ あきひさ、1979年4月24日 - ）は日本の映画監督。

## 来歴・人物
大阪府東大阪市出身。
大阪芸術大学映像学科卒業。
テレビドラマ出身。
2021年頃より、公式サイトや各SNSなどの更新が停止しており、活動休止状態にあると見られる。所属事務所として表記されている株式会社SOMEDAYの公式サイトからも、プロフィールが消去されている。

## 作品

### 映画監督作品
- ママは日本へ嫁に行っちゃダメというけれど。(2017年5月27日公開 初長編劇場映画監督作品)
- 爪先の宇宙（2017年11月公開　監督）

### テレビドラマ
- 拝啓、民泊様。(2016年 原作、監督)
- ＃（ハッシュタグ）（2018年　監督）

### プロデュース作品
- SNSポリス（2018年4月放送）